# Olari (Prahova)
Pour les articles homonymes, voir Olari.
Olari est une commune roumaine du județ de Prahova, dans la région historique de Valachie et dans la région de développement du Sud.

## Géographie
La commune d'Olari est située dans le sud du județ, sur la rive droite de la Prahova, dans la plaine valaque, à 28 km au sud-est de Ploiești, le chef-lieu du județ.
La municipalité est composée des trois villages suivants (population en 1992) :
- Fânari (476) ;
- Olari (792), siège de la commune ;
- Olarii Vechi (937).

## Histoire
La commune d'Olari est née en 2004 par la séparation des trois villages de Fânari, Olari et Olarii Vechi de la commune de Gherghița.

## Politique
Le Conseil Municipal d'Olari compte 11 sièges de conseillers municipaux. À l'issue des élections municipales de juin 2008, Milică Voinescu (PSD) a été élu maire de la commune.
| Parti                          | Nombre de conseillers |
| ------------------------------ | --------------------- |
| Parti social-démocrate (PSD)   | 7                     |
| Parti démocrate-libéral (PD-L) | 4                     |

## Démographie
| 2007  |
| ----- |
| 2 129 |

## Économie
L'économie de la commune repose sur l'agriculture (serres).

## Communications

### Routes
La route régionale DJ101D rejoint Râfov et Ploiești vers le nord-ouest.